# 風祭
風祭（かざまつり、かぜまつり）
1. 神奈川県小田原市にある地名。本項で解説する。
2. 日本各地において、毎年二百十日前後に行われる嵐を鎮めるための祭り。二百十日は台風来襲の特異日のため、収穫前の農作物が被害に遭わないよう祈願することを目的とする。富山県富山市のおわら風の盆等が代表例である。地方によっては屋根や竹竿の先等に風上に向けて鎌を立てる「風切り鎌」の風習も見られる。「風祭り」とも書く。
3. 日本人の姓の一つ。江戸幕府旗本に名が見える。
4. 風祭 (テレビドラマ)

風祭（かざまつり）は神奈川県小田原市の大字。

## 地理
小田原市の西部、早川北岸に位置する。板橋、水之尾、久野、入生田、早川の流路を境に早川と接している。

### 河川
- 早川

### 地価
住宅地の地価は、2023年（令和5年）1月1日の公示地価によれば、風祭字中瀬235番の地点で6万9200円/m2となっている。

## 歴史
『新編相模国風土記稿』にある早川庄谷津村の妙光院の寺伝によると、鎌倉時代の弘安3年（1280）に、時の執権・北条時宗に仕えた風祭光秀という人物は、風祭村に住み、日蓮に帰依して同寺の開基となった。風祭光秀の子孫はのちに風祭に隣接する水之尾に移り住み、大木氏を名乗ったとされている。
また『新編相模国風土記稿』の風祭村の項によると、15世紀後半に著された『回国雑記』に「風祭」の地名がみえ、また17世紀前半に成立したとみられる『甲陽軍鑑』や『北条記』にも「風祭」の地名がみえる。
なお、忍術・忍者の解説書で、風祭の近くに「風間村」「風間谷」という地名があると書かれていることがあるが、そのような地名は存在しない。

## 旗本・風祭氏
はじめ武田勝頼に仕え、のち北条氏直に仕えた平姓境氏が、後北条氏が滅亡した後、風祭村に住み、初代の利久（平兵衛）から風祭氏を名乗ったとされている。風祭正治が徳川秀忠に仕え、江戸幕府の幕臣となった。風祭国辰、風祭古明は天領代官を務めた。

## 世帯数と人口
2023年（令和5年）9月1日現在（小田原市発表）の世帯数と人口は以下の通りである。
| 大字 | 世帯数  | 人口  |
| ---- | ------- | ----- |
| 風祭 | 407世帯 | 971人 |

### 人口の変遷
国勢調査による人口の推移。
| 年                 | 人口  |
| ------------------ | ----- |
| 1995年（平成7年）  | 1,605 |
| 2000年（平成12年） | 1,463 |
| 2005年（平成17年） | 1,297 |
| 2010年（平成22年） | 1,185 |
| 2015年（平成27年） | 1,124 |
| 2020年（令和2年）  | 1,012 |

### 世帯数の変遷
国勢調査による世帯数の推移。
| 年                 | 世帯数 |
| ------------------ | ------ |
| 1995年（平成7年）  | 508    |
| 2000年（平成12年） | 448    |
| 2005年（平成17年） | 454    |
| 2010年（平成22年） | 451    |
| 2015年（平成27年） | 438    |
| 2020年（令和2年）  | 408    |

## 学区
市立小・中学校に通う場合、学区は以下の通りとなる（2023年7月時点）。
| 番・番地等 | 小学校               | 中学校               |
| ---------- | -------------------- | -------------------- |
| 全域       | 小田原市立大窪小学校 | 小田原市立城南中学校 |

## 事業所
2021年（令和3年）現在の経済センサス調査による事業所数と従業員数は以下の通りである。
| 大字 | 事業所数 | 従業員数 |
| ---- | -------- | -------- |
| 風祭 | 52事業所 | 1,695人  |

### 事業者数の変遷
経済センサスによる事業所数の推移。
| 年                 | 事業者数 |
| ------------------ | -------- |
| 2016年（平成28年） | 51       |
| 2021年（令和3年）  | 52       |

### 従業員数の変遷
経済センサスによる従業員数の推移。
| 年                 | 従業員数 |
| ------------------ | -------- |
| 2016年（平成28年） | 1,177    |
| 2021年（令和3年）  | 1,695    |

## 交通

### 道路
古くは河川の早川に沿って東海道が通り、江戸から21里の一里塚が置かれた。現在は国道1号となり、並行してそのバイパスの小田原箱根道路も通っている。共に西湘バイパス箱根口インターチェンジに接続する。なお、小田原厚木道路の風祭トンネルは風祭ではなく、隣接する板橋、水之尾地区や、荻窪地区を貫いている。

### 鉄道
国道1号に沿って小田急箱根鉄道線（箱根登山電車）が走り、地区内に風祭駅がある。駅周辺には蒲鉾を製造・販売する鈴廣の本社があり、その「かまぼこ博物館」が小田原市の「街かど博物館」に指定されている。

## 施設
- 国立病院機構箱根病院
- 鈴廣かまぼこ博物館
- 鈴廣かまぼこの里

## その他

### 日本郵便
- 郵便番号 : 250-0032[3]（集配局 : 小田原郵便局[17]）。